# Murter (Murter-Kornati)
Murter  je naselje na sjeverozapadnom dijelu istoimenog otoka u Šibensko-kninskoj županiji.

## Zemljopis
Murter je na sjeverozapadnom dijelu istoimenog otoka udaljeno 32 kilometra od Šibenika i 65 kilometara od Zadra, okružen brežuljcima Radučem (125 m), Sv. Rokom (70 m), i Gradinom (62 m). Murter se širi prema uvali Hramini, u kojoj je izgrađena marina, prema uvali Slanica. Osim plaže Slanice, Murter ima još četiri plaže, a to su Luke, Podvrške, Čigrađa i Kosirina. Uvala Hramina relativno je dobro zaštićena od vjetrova, osim bure. S vidikovca crkve Svetog Roka pruža se pogled na okolna mjesta, brojne otoke, otočiće i uvale, ali i 10-ak milja udaljene Kornate.

## Stanovništvo
Naselje Murter prema popisu stanovništva iz 2001. ima 2.068 stalnih stanovnika.
| broj stanovnika | 1084  |       | 1260  | 1420  | 1665  | 1894  | 2150  | 2189  | 2213  | 2295  | 2055  | 2164  | 1846  | 2010  | 2068  | 2025  | 1920  |
|                 | 1857. | 1869. | 1880. | 1890. | 1900. | 1910. | 1921. | 1931. | 1948. | 1953. | 1961. | 1971. | 1981. | 1991. | 2001. | 2011. | 2021. |

## Uprava
Od državnih institucija u Murteru se nalaze općinska uprava, lučka kapetanija i osnovna škola. U gradu ne postoji policijska stanica, niti vatrogasna jedinica. Najbliže takve ustanove nalaze se u Tisnom, odnosno Vodicama.
Prometna povezanost s okolnim područjima oslanja se na dvije ceste koje vode u susjednu općinu Tisno, a kroz nju do Tišnjanskog mosta te dalje prema magistralnoj cesti i gradovima Zadru i Šibeniku, odnosno prema čvoru Pirovac za autocestu A1. Trajektnog prijevoza nema.

## Gospodarstvo
Gospodarska je osnova poljodjelstvo, ribarstvo i turizam. 

Nekada pretežno ribarsko naselje, Murter se sve više orijentira na turizam. Ribarska tradicija je, međutim, još uvijek jaka i uz mnoštvo malih ribara, koji love mrežama stajačicama pretežno u Murterskom moru, grad se može pohvaliti i povećom kočarskom flotom, čije područje djelovanja obuhvaća čak i otoke Jabuku i Palagružu. Poljoprivreda je također prisutna u općini, ali se najčešće svodi na proizvodnju za osobne potrebe. Najistaknutije grane su maslinarstvo i uzgoj smokava. Na Kornatima postoji i barem jedan pčelarski posjed. Nekoliko domaćinstava još uvijek uzgaja ovce, ali je ovčarstvo nakon Domovinskog rata gotovo ugašeno.
Turizam je danas najzastupljenija grana gospodarstva općine. U uvali Slanici se nalazi hotel "Colentum" te Kamp "Slanica", ali najviše profita se ostvaruje kroz privatni smještaj. Gotovo svaka kuća u Murteru opremljena je za prihvat gostiju. Sve veća apartmanizacija posebno je zahvatila dijelove Murtera kao što su Podraduč, Jersane i Slanica. Velik dio zarade ostvaruje se od turizma, uglavnom od apartmana koji se iznajmljuju u Murteru, ali i od privatnog smještaja na 10-ak milja udaljenim Kornatima i to u ribarskim kućama koje su namijenjene za robinzonski turizam. Kornati su uglavnom u vlasništvu Murterina.
Na Kornate se također organiziraju i izleti brodovima.
Zahvaljujući trima marinama, od kojih je jedna u Murteru, a dvije na Kornatima, Murter se može ubrojiti i u važnija središta nautičkog turizma na Jadranu.
U gradu se također nalazi i jedno brodogradilište, opremljeno za izradu i remont svih vrsta malih i srednjih plovila.

## Poznate osobe
- Ivan Skračić-Bodul, hrv. pjesnik
- Ljerka Pleslić Bjelinski, pijanistica
- Mladen Juran, redatelj
- Nikola Bašić, arhitekt
- Veljko Božikov, prof.dr.sc, liječnik
- Jozica Šikić, doktor kardiolog
- Mirta Zečević, glumica
- Slavko Juraga, glumac
- Mile Skračić, akademski slikar

## Spomenici i znamenitosti
Od sakralnih spomenika treba spomenuti kapelicu Sv. Roka iz 1760. godine, crkvu Sv. Mihovila rekonstruiranu 1770. godine, te crkvu Gospe od Gradine. U Murteru se 1866. godine otvorila prva seoska čitaonica na području cijele Dalmacije.Na brdu Raduč nalazi se vojna utvrda koja je izgrađena za vrijeme Austro - ugarske a sastoji se od tunela u brdu i topovskih "gnijezda". Na rivi u Murteru nakon Drugog svjetskog rata podignut je spomenik narodnooslobodilačkoj borbi, ali je miniran 2005. godine, te uklonjen odlukom općinskog vijeća na čelu s Ivom Marušićem

## Povijest
Na poluotoku Gradini nalaze se ostaci jedne od najvećih gradina na tlu južne Liburnije, a u njezinu podnožju i uz obalu ruševine antičkog grada Colentuma. 

Colentum je i najstarije ime otoka. Spominju ga Ptolomej i Plinije u I. stoljeću, te kozmograf iz Ravennne u VII. Porfirogenet u X. stoljeću ne navodi Colentum, što znači - s obzirom na upućenost Cara u prilike na obali i otocima - da je tada već prestao postojati. 

Teško je sa sigurnošću utvrditi kada Hrvati prvi put stupaju na otok. Prema nalazima materijalne kulture i prema jezičnim ostacima u toponimima, to je bilo vrlo rano, no prvi pisani spomen imena je iz 1285. 

"Župa Srimac ima g. 1298. sela: Veliko selo (Villa magna) i Jezera na Murteru, te Žirje i Zlarin" - tvrdi don Krsto Stošić.
Najprije se zvalo Veliko Selo(od XIII. st.) i Srimač (Srimac), a od 1715. ima sadašnje ime. 

Novo naselje Srimač, Hrvati su u duhu svog shvaćanja i iskorištavanja prostora na otocima, podigli dalje od mora, na pristranku, uz rub plodnog polja i u podnožju Vršine i Raduča, s kojih se moglo kontrolirati stanje na moru i prijetnje koje su s njega dolazile. 

Nekako istodobno (1318.) na prvim pomorskim kartama prvi put se spominje i ime Mortar, kasnije u duhu, lokalnog govora oblikovano u današnji oblik Murter. 

Oba imena su postojala u upotrebi dugi niz stoljeća, dok konačno nije dobio današnje ime.

## Kultura
Iako ruralno naselje, Murter je u svom trajanju započeo, njegovao i očuvao visoke standarde kulturnog, osobito pučkog i duhovnog izražavanja. Najprije vrlo ranim osnivanjem Pučke škole (1845.), zatim utemeljenjem jedne od prvih čitaonica na hrvatskom jeziku u Dalmaciji (1866.), pokretanjem crkvenog pjevačkog zbora (1900.), djelovanjem amaterskog dramskog ansambla (od 1922.).
Osnovna škola i pošta otvoreni su 1877. godine, a 1910. godine osnovana je i Uljarska zadruga. 1913., na velikoj međunarodnoj izložbi ulja u Aix-en-Provenceu (Francuska), Murterini su dobili zlatnu medalju za kvalitetu svog ulja. Osobito je obilježje mještana druželjubivost, otvorenost, ljubav prema pjevanju i dramskom izražavanju.
Crkva sv. Mihovila je središte okupljanja starijih Murterina. Osim crkve, od religijskih struktura postoji i nekoliko kapelica razasutih širom općine, od kojih je najupečatljivija kapelica sv. Roka na istoimenom brežuljku iznad naselja.
Kulturna ponuda u Murteru je sljedeća: ljetno kino, muzej, knjižnica, nastupi klapa i popularnih pjevača, koncerti, privatne galerije. U Murteru djeluje kulturno društvo "Zaokret".
Ugostiteljska ponuda je bogata, s obiljem kafića, konobi i restorana.
Brojne i lijepe plaže (Luke, Slanica, Podvrške, Čigrađa, Kosirina) pružaju adekvatne sadržaje s pripadajućim ugostiteljskim i zabavnim sadržajima.
Svake godina 8. rujna, na dan Male Gospe, u Murteru se organizira velika fešta.
29. rujna je dan zaštitnika Župe Murter, Sv. Mihovila. Tog dana se već tradicionalno organizira regata i manifestacija Latinsko idro.

## Šport
Od sportskih društava postoje boćarski, malonogometni klub, teniski s pripadajućim igralištima.
Od 1957. održava se Malonogometni turnir 'Murter' , koji je bio prvi malonogometni turnir u tadašnjoj Jugoslaviji.
Cestovna utrka Murter održava se od 1995.
1. Svjetsko prvenstvo u udičarenju 1972. održano je u Murteru.

## Vanjske poveznice
|  | Zajednički poslužitelj ima još gradiva o temi Murter (Murter-Kornati) |